# Ljetne olimpijske igre
Ljetne olimpijske igre (eng. Summer Olympic Games; fr. Jeux olympiques d'été) međunarodni su višesportski događaj koji se održava svake četiri godine u drugome svjetskom gradu. Prve moderne Olimpijske igre održane su 1896. godine u Ateni, a trideset treće održavaju se 2024. godine u Parizu.
Igre organizira Međunarodni olimpijski odbor, koji sedam godina prije pojedinih igara bira i potom nadzire grad koji je uz jamstva predložio nacionalni olimpijski odbor države domaćina.
Za svaku olimpijsku disciplinu dodjeljuju se zlatne medalje za prvo, srebrne za drugo i brončane medalje za treće mjesto; tradicija triju medalja započela je na Igrama 1904. godine. Zimske olimpijske igre nastale su zahvaljujući uspjehu Ljetnih olimpijskih igara.
Na Ljetnim olimpijskim igrama 1896. natjecalo se u 43 discipline i sudjelovalo je manje od 250 muških natjecatelja iz 14 zemalja. Godine 2021. u Tokiju bilo je 339 disciplina s 11 420 natjecateljica i natjecatelja iz 206 zemalja. Na posljednjih nekoliko igara žene su činile oko 45 % svih natjecatelja, a 2024. godine MOO je odredio kvote tako da ih je 50 %.
Devetnaest zemalja dosad je ugostilo natjecatelje Ljetnih olimpijskih igara. Sjedinjene Američke Države ugostile su ih četiri puta (1904., 1932., 1984. i 1996.), Ujedinjeno Kraljevstvo bilo je domaćinom triju Ljetnih olimpijskih igara (1908., 1948. i 2012.), a sva tri puta odvijale su se u Londonu. U Parizu su se igre održavale 1900. i 1924., a ponovo se održavaju 2024. Tri grada bila su domaćinom dvaput: Los Angeles (1932. i 1984.), Atena (1896. i 2004.) i Tokio (1964. i 2020.).
Jedine Ljetne olimpijske igre dosada održane na južnoj polutci bile su u Australiji (Melbourne 1956. i Sydney 2000.) te Brazilu (Rio de Janeiro 2016). Igre u Riju bile su prve Ljetne olimpijske igre u Južnoj Americi i prve Ljetne olimpijske igre održane tijekom lokalne zime.
Pet država – Grčka, Australija, Francuska, Ujedinjeno Kraljevstvo i Švicarska – sudjelovale su na svim Ljetnim olimpijskim igrama. Jedina zemlja koja je osvojila po najmanje jednu zlatnu medalju na svakim Ljetnim olimpijskim igrama jest Ujedinjeno Kraljevstvo. Sjedinjene Američke Države vodeće su na ukupnoj ljestvici.

## Povijest

### Antičke igre
Svegrčke sportske igre održavale su se u staroj Grčkoj u svetištu Olimpiji na Peloponezu u čast boga Zeusa, a bile su važan sportski, društveni i kulturni događaj kroz gotovo 12 stoljeća, kao i  prilika za održavanje sajmova, političke dogovore i trgovinu; kako su Grci bili izraziti politeisti postojalo je barem sedamdeset žrtvenih oltara drugih bogova. Za početak antičkih igara uzima se 776. godina pr. n. e. kada su se počeli bilježiti pobjednici. Iako im je prva namjena bila sakralna i vjerojatno povezana s kultom mrtvih, s vremenom su natjecanja postala glavnim dijelom svečanosti koje su se odigravale svake četiri godine. Naizmjence s Olimpijskima održavale su se svegrčke Pitijske, Istmijske i Nemejske igre.
U prvih trinaest antičkih igara natjecalo se samo u utrci na jedan stadij (192 m), a potom su dodavani utrka na dvostruku udaljenost, utrka na duge staze i na osamnaestim igrama petoboj (péntatlon) sastavljen od utrke na jedan stadij, skoka udalj, bacanja diska, bacanja koplja i hrvanja. Slijedili su šakanje, utrka četveroprega, konjičke utrke i pankration – mješavina šakanja i hrvanja. Od jednodnevnog događaja igre su postale petodnevno natjecanje  koje je počinjalo svečanošću žrtvovanja, otvaranjem i natjecanjem trubača, za kojim je slijedilo natjecanje mladića do osamnaest godina, pa dan atletike i borilačkih sportova, dan konjičkih natjecanja, petoboja i trke hoplita, a sve je završavalo ovjenčavanjem pobjednika, žrtvovanjem i slavljem.
Glasnici koji su pozivali na igre i javljali datume natjecanja oglašavali su i božji mir (ekeheriju) kako bi natjecatelji, slobodni muški građani grčkoga porijekla (najčešće vojnici), mogli sigurno doći u Olimpiju, neometani čestim ratovima i sporovima među grčkim gradovima državama. Natjecatelji su se borili goli, u hrvanju i pankrationu premazani uljem, a u borilačkim sportovima borilo se do predaje, što bi ponekad značilo i do smrti. Na vrhuncu populatnosti u drugom stoljeću nove ere postojao je stadion koji je mogao primiti 40 000 gledatelja; u četverogodišnjem razdoblju između igara, olimpijadi, u tom ruralnom području na stadionu su uzgajali pšenicu.
S vremenom su se natjecanje i natjecatelji mijenjali: gledatelji su htjeli pratiti napete borbe pa su dominirali hrvanje, šakanje i pankration, a natjecatelji su bili profesionalci organizirani u klubove.
Rimski carevi počeli su slati svoje natjecatelje i konjske zaprege od prve polovice drugoga stoljeća pr. n. e. Kroz stoljeća taj se odnos promijenio pa je car Teodozije I. 393. godine odlučio ih zabraniti kao poganske.

### Moderne igre
Francuski barun Pierre de Coubertin predložio je obnovu Olimpijskih igara pa je 1894. u Parizu održan svjetski sportski kongres, gdje je osnovan Međunarodni olimpijski odbor i odlučeno da se prve moderne Olimpijske igre održe u Ateni 1896. godine. Coubertinove su riječi citius, altius, fortius (latinski za brže, više, snažnije) postale geslo igara.
Na prvim je igrama od 241 natjecatelja iz 14 zemalja 200 bilo iz Grčke, a najviše prvih mjesta osvojili su natjecatelji iz SAD-a. Natjecalo se u atletici, gimnastici, mačevanju, streljaštvu, plivanju, biciklizmu, tenisu, dizanju utega i hrvanju. Svečanost otvaranja pratilo je oko 100 000 ljudi, a toliko ih je pratilo i maratonsku utrku koja je za Grke bila od povijesne važnosti i u kojoj je pobijedio Grk Spiridon Louis, istrčavši tadašnju stazu od oko četrdeset kilometara u približno 2 sata i 59 minuta. Pobjednici su dobivali maslinovu grančicu i srebrnu medalju.
Sljedeće igre bile združene sa Svjetskom izložbom u Parizu 1900. i protegnule su se na pet mjeseci; sudjelovalo je 1226 natjecatelja od kojih su 24 bile žene. Rusko-japanski rat i udaljenost bili su uzrok padu broja natjecatelja na igrama u St. Louisu 1904. u SAD-u. Igre u Ateni 1906. MOO ne priznaje kao službene, iako se smatraju uspješnima i važnima za opstanak susreta. Na igrama u Londonu 1908. opet je porastao broj natjecatelja, a prvi je put trčan maraton u sadašnjoj duljini od 42,195 km. Na igrama u Stockholmu 1912. sudjelovala su 2504 sportaša. Igre u Berlinu 1916. otkazane su zbog Prvog svjetskog rata.
Ratom pogođen Antwerpen bio je domaćin OI 1920. godine; tada se počela unositi velika olimpijska zastava i uvedena je olimpijska prisega koju pred početak natjecanja za sve sudionike polaže jedan natjecatelj. U Parizu 1924. natjecalo se 3000 sportaša. U Amsterdamu 1928. prvi put su se u lakoj atletici mogle natjecati žene, a to su i prve sponzorirane igre, kada se kao pokrovitelj pojavljuje tvrtka proizvođač Coca-Cole. Igre u Los Angelesu 1932. imale su malo natjecatelja, a događale su se u vrijeme američke Velike depresije. Adolf Hitler vidio je igre u Berlinu 1936. kao prigodu za promicanje nacističke ideologije pa je angažirao Leni Riefenstahl za snimanje filma Olympia, prožetog njegovim idejama o superiornosti »arijske rase«; njemački su sportaši osvojili najviše medalja, a od pojedinaca afroamerikanac Jesse Owens osvojio je četiri zlatne medalje. U Berlinu se prvi put štafetno nosila olimpijska baklja. Zbog Drugog svjetskog rata igre u Tokiju 1940. (već premještene u Helsinki) i Londonu 1944. otkazane su, a domaćin prvim poslijeratnim igrama bio je London 1948.
Na igrama u Helsinkiju 1952. prvi je put sudjelovao Sovjetski Savez, završivši ih na drugome mjestu po ukupnom i po broju zlatnih medalja. Sljedeće su bile igre u Melbourneu 1956., kao prve igre na južnoj polutci. U Rimu 1960. pojavljuje se boksač Cassius Clay (Muhammad Ali), koji svoju zlatnu medalju odbacuje kada ga odbiju poslužiti u restoranu za bijelce u njegovu rodnom Louisvilleu; nova mu je medalja uručena poslije 36 godina 1996. u Atlanti. Igre u Tokiju 1964. bile su prve igre u Aziji i prve s globalnim televizijskim prijenosom, omogućenim novim komunikacijskim satelitima; MOO je Južnoafričku Republiku zbog apartheida izbacio s Igara, a zabrana je trajala do 1991.:55 Izbor grada Ciudad de México 1968. bio je kontroverzan zbog nadmorske visine od 2300 metara i razrijeđena zraka koji je bio nepogodan za dulje napore u trkačkim, plivačkim i biciklističkim disciplinama; politički, igre se pamte po protestu čehoslovačke gimnastičarke protiv sovjetske intervencije i izbacivanju s igara dvojice američkih trkača zbog podignutih šaka u podršku pokretu za ljudska prava. Politika je na igrama u Münchenu 1972. za posljedicu imala smrt jedanaestero osoba iz delegacije Izraela kada ih je napala i zatočila palestinska teroristička skupina; plivač Mark Spitz na tim igrama osvaja rekordnih sedam zlatnih medalja, a gimnastičarka Olga Korbut zapanjuje svojim elementom na dvovisinskim ručama, osvajajući tri zlatne medalje. Ljetne igre u Montrealu 1976. bile su najskuplje u dotadašnjoj povijesti, smatra se dijelom i zbog odljeva novca montrealskoj građevinskoj mafiji; na igrama je briljirala gimnastičarka Nadia Comăneci osvajajući tada najveće ocjene, desetke. Igre u Moskvi 1980. bojkotiralo je 66 zemalja zbog sovjetske intervencije u Afganistanu 1979. godine; Rus Aleksandar Ditjatin osvojio je zlatne medalje u svakoj od osam gimnastičkih disciplina, a pojavile su se i sumnje u široku upotrebu kemijskih sredstava za pojačanje fizičke spremnosti. U odmazdu za bojkot, Sovjetski Savez i njegovih 13 saveznica bojkotirali su igre u Los Angelesu 1984.; ipak, to su bile rekordne igre s prisutnih 140 nacionalnih odbora, a prvi im je put pristupila Kina. Igre u Seulu 1988. zapamćene su po dopinškim skandalima, posebno onom kanadskog sprintera Bena Johnsona,  kojemu je zlato za rekordnu utrku na 100 metara naknadno uzeto i predano drugome u utrci, Carlu Lewisu.  
Na igrama u Barceloni 1992. prvi je put dopušteno igranje košarkašima američkog NBA-a, a njihov je Dream team u finalu pobijedio reprezentaciju Hrvatske, kojoj su to bile prve Ljetne igre od neovisnosti; hrvatski tenisač Goran Ivanišević osvojio je brončanu medalju pojedinačno i u paru s Goranom Prpićem. U Atlanti 1996. trkač na 200 metara Michael Johnson pred domaćom je publikom srušio svjetski rekord, a Kanađani su povratili zlato na 100 metara; od hrvatskih sportaša rukometaši osvojili su zlato, a vaterpolisti srebro. Igre u Sydneyju 2000. obilježili su uspjesi australca Iana Thorpea, koji je s tri zlatne i dvije srebrne medalje bio najuspješniji sportaš igara, i domorotkinje Cathy Freeman pred prepunim stadionom u utrci na 400 metara; za Hrvatsku je dizač utega Nikolaj Pešalov osvojio zlatnu medalju, a veslački osmerac brončanu; medije je zabavljala povijesno najsporija utrka na 100 metara slobodnim stilom plivanja plivača iz Ekvatorijalne Gvineje Erica Moussambanija.   
Na OI 2004. u Ateni plivač Michael Phelps dobio je svoje prve olimpijske medalje, šest zlatnih i dvije brončane; hrvatska rukometna reprezentacija osvojila je još jedno zlato, srebrne medalje dobili su veslači Nikša i Siniša Skelin u dvojcu bez kormilara i plivač Duje Draganja u plivanju na 50 metara slobodnim stilom, dok je Nikolaj Pešalov osvojio broncu, kao i teniski par Ančić i Ljubičić. Na igrama u Pekingu 2008. natjecalo se u nekoliko novih disciplina; Phelps je postigao rekord od osam zlata postignutih na jednim igrama, dok je Usain Bolt postao prvi trkač sa srušenim svjetskim rekordima na 100 i 200 metara na istim igrama; od hrvatskih sportaša srebro su osvojili Blanka Vlašić za skok u vis i Filip Ude na konju s hvataljkama, a broncu Snježana Pejčić u streljaštvu i Martina Zubčić i Sandra Šarić u taekwondou. London je za OI 2012. treći put bio domaćin; od hrvatskih sportaša zlato su osvojili Sandra Perković u bacanju diska, Giovanni Cernogoraz u streljaštvu i vaterpolska reprezentacija, srebrom je okićen četverac na pariće, a broncu su osvojili Lucija Zaninović u taekwondou i rukometna reprezentacija. Igre u Rio de Janeiru 2016. obilježila je gospodarska i politička nestabilnost i kasnije optužbe za pranje novca i kupnju glasova; od hrvatskih sportaša sa zlatnim medaljama vratili su se Sandra Perković (disk), Sara Kolak (koplje), Josip Glasnović (streljaštvo), braća Martin i Valent Sinković (dvojac na pariće), Šime Fantela i Igor Marenić (jedrenje), sa srebrnim Tonči Stipanović (jedrenje), Damir Martin (veslanje) i vaterpolska reprezentacija, a s brončanima Blanka Vlašić (skok u vis)  i Filip Hrgović (boks). Tokio 2020. odgođen je za 2021. zbog pandemije COVID-19, no ni tada publika nije mogla biti na  natjecanjima; od hrvatskih sportaša Matea Jelić (taekwando), braća Sinković (veslanje) i teniski par Nikola Mektić i Mate Pavić osvojili su zlatne medalje, teniski par Marin Čilić i Ivan Dodig, Tonči Stipanović (jedrenje) i Tin Srbić (preča) srebrne, a Toni Kanaet (taekwando) i Damir Martin (veslanje) brončane.  
Ljetne olimpijske igre 2024. održavaju se u Parizu.  

#### Zanimljivosti
Mačevalačka sablja jedino je oružje prisutno na igrama od prvih modernih igara, no to je i posljednja mačevalačka disciplina koja je otvorena za žene, 2004.
Najstariji osvajač medalje Šveđanin je Oscar Swahn: srebrnu medalju u streljaštvu osvoji je u 73. godini na OI 1920.,  a zlatnu u 61. godini na OI 1908. Marjorie Gestring najmlađa je osvajačica zlata: na OI 1936. osvojila ga je u 14. godini u skokovima u vodu. Plivačica Inge Sørensen najmlađa je osvajačica medalje: s 12 godina na OI 1936. osvojila je srebro u plivanju.:73

## Sportovi
Do sada se na Ljetnim olimpijskim igrama natjecalo u 55 disciplina koje spadaju u 42 sporta. Na igrama 2020. (održanima 2021.) bila su prisutna 33 sporta, a za 2024. planirana su 32. Najpopularniji sportovi, što MOO mjeri televizijskom gledanošću, praćenjem na internetu, javnim anketama, gledanošću na natjecanjima, novinskom pokrivenošću i brojem nacionalnih sportskih saveza, jesu atletika, vodeni sportovi i gimnastika (kategorija A), za kojima slijede košarka, biciklizam, nogomet, tenis i odbojka (kategorija B), streličarstvo, badminton, boks, judo, veslanje, streljaštvo, stolni tenis, dizanje utega (kategorija C) i tako redom. Nacionalnim se savezima prema toj podjeli raspoređuje zarađen novac, koji je na igrama u Londonu 2012. iznosio oko 520 milijuna dolara.
- atletika (sve igre)
- badminton (od 1992.)
- baskijska pelota (1900.)
- bejzbol (1992. – 2008., 2020., 2028.)
- biciklizam (sve igre)
- boks (1904., 1908., od 1920.)
- breakdance (2024.)
- croquet (1900.)
- dizanje utega (1896., 1904., od 1920.)
- flag football (2028.)
- gimnastika (sve igre)
- golf (1900., 1904., od 2016.)
- hokej na travi (1908., 1920., od 1928.)
- hrvanje (1896., od 1904.)
- jeu de paume (1908.)
- jedrenje (1900., od 1908.)
- judo (1964., od 1972.)
- kanu (od 1936.)
- karate (2020.)
- konjički šport (1900., od 1912.)
- košarka 3 na 3 (od 2020.)
- košarka (od 1936.)
- kriket (1900., 2028.)
- lacrosse (1904., 1908., 2028.)
- mačevanje (sve igre)
- moderni petoboj (od 1912.)
- motosportovi na vodi (1908.)
- nogomet (1900. – 1928., od 1936.)
- odbojka (od 1964.)
- plivanje (sve igre)
- polo (1900., 1908., 1920., 1924., 1936.)
- potezanje konopa (1900. – 1920.)
- rackets (1908.)
- roque (1904.)
- ronjenje (od 1904.)
- rugby sevens (od 2016.)
- rugby union (1900., 1908., 1920., 1924.)
- rukomet (1936., od 1972.)
- skateboarding (od 2020.)
- softball (1996.–2008., 2020., 2028.)
- sportsko penjanje (od 2020.)
- squash (2028.)
- stolni tenis (od 1988.)
- streličarstvo (1900. – 1908., 1920., od 1972.)
- streljaštvo (1896., 1900., 1908. – 1924., od 1932.)
- surfanje (od 2020.)
- taekwondo (od 2000.)
- tenis (1896.–1924., od 1988.)
- triatlon (od 2000.)
- umjetničko plivanje (od 1984.)
- vaterpolo (od 1900.)
- veslanje (od 1900.)

#### Kvalifikacije
Za svaku sportsku disciplinu pravila kvalificiranja za Olimpijske igre donose međunarodne sportske federacije. U pojedinačnim sportovima natjecatelji se obično kvalificiraju postignućima na međunarodnim natjecanjima ili položajem na ljestvici neke od federacija. U pravilu, svaki nacionalni odbor šalje do tri natjecatelja po disciplini. U skupnim sportovima ekipe se najčešće kvalificiraju na kontinentskim natjecanjima, a svaki kontinentski savez šalje određen broj ekipa.

## Ukupna ljestvica odličja
Uključeni su službeni podatci MOO-a do 2023. godine.

| plasman         | država                 | zlata | srebra | bronce | ukupno | broj nastupa |
| --------------- | ---------------------- | ----- | ------ | ------ | ------ | ------------ |
| 1.              | SAD                    | 1060  | 831    | 738    | 2629   | 28           |
| 2.              | SSSR                   | 395   | 319    | 296    | 1010   | 9            |
| 3.              | Ujedinjeno Kraljevstvo | 285   | 319    | 314    | 918    | 29           |
| 4.              | Kina                   | 262   | 199    | 173    | 634    | 11           |
| 5.              | Francuska              | 223   | 251    | 277    | 751    | 29           |
| 6.              | Italija                | 217   | 188    | 213    | 618    | 28           |
| 7.              | Njemačka               | 201   | 207    | 247    | 655    | 17           |
| 8.              | Mađarska               | 181   | 154    | 176    | 511    | 27           |
| 9.              | Japan                  | 169   | 150    | 178    | 497    | 23           |
| 10.             | Australija             | 164   | 173    | 210    | 547    | 27           |
| 11.             | Istočna Njemačka       | 153   | 129    | 127    | 409    | 5            |
| 12.             | Rusija                 | 149   | 126    | 151    | 426    | 6            |
| 13.             | Švedska                | 148   | 176    | 179    | 503    | 28           |
| 14.             | Finska                 | 101   | 85     | 119    | 305    | 26           |
| 15.             | Južna Koreja           | 96    | 91     | 100    | 287    | 18           |
| 16.             | Nizozemska             | 95    | 105    | 122    | 322    | 27           |
| 17.             | Rumunjska              | 90    | 97     | 121    | 308    | 22           |
| 18.             | Kuba                   | 84    | 69     | 82     | 235    | 21           |
| 19.             | Poljska                | 72    | 89     | 137    | 298    | 22           |
| 20.             | Kanada                 | 71    | 109    | 146    | 326    | 27           |
| ██ Bivše države |                        |       |        |        |        |              |

### Najviše osvojenih odličja na pojedinim ljetnim igrama
- SAD – 18 puta
- SSSR – 6 puta
- Francuska – 1 put
- Ujedinjeno Kraljevstvo – 1 put
- Njemačka – 1 put
- Kina – 1 put
- Ujedinjeni tim – 1 put